# Stéphanie Machefaux
Stéphanie Machefaux, née le 5 février 1968, est une haltérophile française.
Elle est médaillée d'argent à l'arraché en moins de 50 kg aux Championnats d'Europe d'haltérophilie féminine 1994 à Rome et médaillée d'argent à l'arraché ainsi que médaillée de bronze au total en moins de 50 kg aux Championnats d'Europe d'haltérophilie féminine 1995 à Beer-Sheva. 
Elle est sacrée championne de France dans la catégorie des moins de 50 kg en 1993 et 1994.